# Incidente com navio Khark 5 em 1989
O incidente com o navio Khark 5 no final de dezembro de 1989 e início de janeiro de 1990, foi responsável pelo vazamento de 70.000 toneladas de petróleo bruto do petroleiro iraniano, após ele sofrer uma ruptura no casco em 19 de dezembro no meio do Oceano Atlântico, próximo à Marrocos.

## O navio
O SS Khark 5 foi construído pela Sasebo Heavy Industries de Sasebo, Japão, e entrou em serviço em outubro de 1975 como Chase Venture. Ele tinha 339,6 metros de comprimento, com uma boca de 53,6 metros e media 384.632 DWT. Era movido por um único motor de turbina a vapor que lhe dava uma velocidade de serviço de 15,5 nós. Ele sofreu danos durante a Guerra Irã-Iraque, quando foi bombardeada três vezes por aviões de guerra iraquianos. Em 1986, ela foi renomeado para Khark 5.

## Acidente
Em 19 de dezembro de 1989, o Khark 5 navegava em direção à refinarias em Roterdã, Holanda, em condições climáticas adversas a cerca de 400 milhas náuticas (640 km) ao norte das Ilhas Canárias e 112 milhas (180 km) a oeste do Marrocos quando seu casco se rompeu, provocando uma explosão. Dois dos quatorze tanques de óleo do navio foram rompidos, e os 35 tripulantes abandonaram o navio, para serem resgatados mais tarde pelo navio de carga soviético Sarny. Logo após a explosão, a Smit Tak, uma empresa holandesa de salvamento marítimo, foi contratada para recuperar o Khark 5. A empresa desembarcou uma equipe de combate a incêndio no petroleiro, que extinguiu os incêndios a bordo em 21 de dezembro, mas não conseguiu reparar imediatamente a brecha no casco, estimada em 18 metros por 27 metros. Tanto a Espanha quanto o Marrocos negaram pedidos para rebocar o navio para águas mais calmas em suas costas, o que a Smit Tak disse que prolongou os esforços para reparar a brecha em mares agitados, embora esforços repetidos em dezembro para rebocar o Khark 5 de qualquer maneira tenham resultado em fracasso quando os cabos de reboque se romperam. O ministro do meio ambiente francês Brice Lalonde disse mais tarde que a operação também foi adiada durante esse tempo enquanto a Smit Tak negociava com a empresa estatal de petróleo iraniana sobre o pagamento por seus serviços, visto que a carga do navio era estimada em mais de 30 milhões de dólares.  
Durante as semanas seguintes, o governo do Marrocos tentou conter o vazamento de óleo, mas seus esforços se mostraram amplamente ineficazes e, em 1º de janeiro de 1990, o Marrocos fez um pedido público de ajuda à Grã-Bretanha, França, Espanha e Portugal. Quando o governo fez seu apelo, a ponta da mancha de óleo estava a cerca de 17 milhas (27 km) da costa marroquina e tinha cerca de 230 milhas quadradas de área, e o Khark 5 estava à deriva a cerca de 45 milhas (72 km) da costa. Durante os primeiros dias de janeiro, várias centenas de socorristas do Marrocos e da Europa usaram produtos químicos para quebrar a mancha, colocaram barreiras para impedir a propagação e retiraram o óleo da água. Seus esforços, combinados com a dispersão natural da mancha por ondas e evaporação em tempo ensolarado, significaram que a maior parte do óleo havia se dispersado antes de chegar à costa.  
Em 3 de janeiro de 1990, a Smit Tak havia rebocado o Khark 5 e o levado a cerca de 110 milhas (180 km) da costa marroquina, rumo ao sudoeste em direção a mares mais calmos. Os trabalhadores da empresa finalmente selaram a brecha no casco após cerca de 70.000 toneladas de óleo terem vazado do petroleiro. Após ter sido negada a entrada em águas portuguesas na ilha da Madeira, a Smit Tak continuou rebocando o Khark 5 em direção às Ilhas de Cabo Verde.   Estima-se que 452.400 barris (19 milhões de galões) dos 1.714.300 barris (72 milhões de galões) a bordo vazaram no mar. Foi considerado o 17° maior derramamento de petróleo da história.

## Consequências
No início de fevereiro, as 190.000 toneladas de óleo restantes no Khark 5 foram transferidas para o petroleiro iraniano Shirkuh, e o Khark 5 foi novamente rebocado, desta vez para o norte em direção à Europa para reparos. Ele retornou ao serviço e foi renomeado Koohrang em 1991, e operou com esse nome até ser desmontado em Gaddani, Paquistão, em setembro de 2001.